# Мемориальный комплекс (Морозовск)
 Мемориальный комплекс — комплекс памятников в городе Морозовск Ростовской области, посвящённый погибшим в Гражданской, Второй мировой войне и локальных военных конфликтах. Находится по адресу: улица Ленина, 155.
Комплекс включает в себя:
- памятник с двумя скульптурами солдат. Памятник сооружён на средства жителей города Морозовска в 1955 году на могиле погибших воинов в период Великой Отечественной войны, в котором похоронены 1832 солдата, сержанта и офицера Советской Армии. Фамилии погибших неизвестны.
- памятник-обелиск на могиле 13 погибших воинов в период Гражданской войны в боях при освобождении Морозовска 1918—1920 годов. Надпись на мемориальной доске гласит: «Вечная слава павшим смертью храбрых в борьбе за власть Советов»;
- памятник Героям Советского Союза — жителям Морозовского района с надписью на табличке «Героям-землякам. Склоняем головы перед вашим подвигом». Памятник представляет собой скульптуру военного, стоящего у обелиска героям. В одной руке он держит снятую фуражку, в другой — венок у обелиска. На груди у него звезда Героя Советского союза и ордена. Памятник установлен на невысоком постаменте;
- барельеф, памятный знак труженикам тыла в годы войны 1941—1945 годов с надписью на мемориальной плите «Потомки благодарны вам, родные, за то, что вы выстояли и победили». На знаке изображён сверлильный станок, за которым работает невысокий рабочий в кепке. Рабочий стоит на бруске, его поддерживает за талию высокая женщина в платье;
- монумент «Боевое братство» — памятный знак российским военнослужащим локальных конфликтов с фамилиями героев и надписью: «Боевое братство. Долг. Честь. Отечество». Среди них Герой Российской Федерации, капитан Кирьянов Александр Владимирович;
- скульптурная композиция на братском захоронении, скульптуры солдата с винтовкой за спиной и стоящей рядом женщины. Перед скульптурами установлена длинная плита с табличками, на которых написаны имена погибших воинов.

Мемориальный комплекс создан к 65-летию победы над фашистской Германией. Рядом с комплексом находится Морозовский краеведческий музей.